# 霧海正悟
霧海 正悟（むかい しょうご）は、小説家。奈良県出身、東京都町田市在住。主にゲームソフトや漫画作品を原作としたライトノベルを執筆。作品は主にエニックス（現スクウェア・エニックス）とコナミデジタルエンタテインメントより出版。ドラマCDやアニメの脚本も手がける。別名義でも活動中。

## 作品リスト

### 小説

#### スクウェア・エニックス
- 小説 スターオーシャン セカンドストーリー プライベートアクションリミックス
  - 小説 スターオーシャン セカンドストーリー PA（プライベートアクション）ブーツレッグ
- F.T.Girls 光撃のシンデレラ
- 蒼い海のトリスティア 発明工房星降り日記
- まじかるトワラー・エンジェルラビィ ウサみみっしょん
- 小説 ながされて藍蘭島 告げられて（原作：藤代健）
  - 小説 ながされて藍蘭島 恋しくて
  - 小説 ながされて藍蘭島 ときをこえて
- るり色輪廻（全2巻）
- 小説 BAMBOO BLADE 合宿と呪いの竹刀（原作：土塚理弘 作画：五十嵐あぐり）（大濱真対との合同ペンネーム「町田双路」名義）
- 小説 屍姫 昏イ館（原作：赤人義一）

#### コナミ
- おとぎ銃士 赤ずきん
  - おとぎ銃士 赤ずきん 〜魔女の忘れ物〜
- 蒼い空のネオスフィア とらぶるでいず（瀬多海人との短編集）

### 漫画原作
- BLANの食卓〜bloody dining（作画：葉月翼）

### CDドラマ脚本
- スターオーシャン セカンドストーリー〜船上の受難者〜
- スターオーシャン セカンドストーリーVol.2〜深き夜の王〜
- 鋼の錬金術師 Vol.3 咎人たちの傷跡（コミックCDコレクション）
- E'S Vol.EXTRA〜あらかじめ失われた楽園〜
- 東京アンダーグラウンドVol.1〜霧幻の罠〜
- ながされて藍蘭島Vol.1
- ながされて藍蘭島Vol.2
- ヤングガンガンブック・イン・CD WORKING!! Vol.1
- ヤングガンガンブック・イン・CD WORKING!! Vol.2
- ヤングガンガンブック・イン・CD WORKING!! Vol.3

### ゲーム
- ラブプラス

### アニメ脚本
- WORKING'!!